# Сельское поселение «Доновское»
Се́льское поселе́ние «Доновское» — муниципальное образование в Калганском районе Забайкальского края Российской Федерации.
Административный центр — село Доно.

## История
Статус и границы сельского поселения установлены Законом Читинской области от 19 мая 2004 года «Об установлении границ, наименований вновь образованных муниципальных образований и наделении их статусом сельского, городского поселения в Читинской области».
Закон Забайкальского края от 25 декабря 2013 года № 922-ЗЗК «О преобразовании и создании некоторых населенных пунктов Забайкальского края»:

## Население
| 2010 | 2011 | 2012 | 2013 | 2014 | 2015 | 2016 |
| ---- | ---- | ---- | ---- | ---- | ---- | ---- |
| 800  | ↘798 | ↘797 | ↘780 | ↘762 | ↘749 | ↘715 |
| 2017 | 2018 | 2019 | 2020 | 2021 |      |      |
| ↘709 | ↘680 | ↘664 | ↘642 | ↘498 |      |      |

## Состав сельского поселения
| № | Населённый пункт | Тип населённого пункта       | Население |
| - | ---------------- | ---------------------------- | --------- |
| 1 | Доно             | село, административный центр | ↘632      |
| 2 | Доно 1-е         | село                         |           |